# Isabella Maria di Braganza
Isabella Maria di Braganza (nome completo Isabel Maria da Conceição Joana Gualberta Ana Francisca de Assis de Paula de Alcântara Antónia Rafaela Micaela Gabriela Joaquina Gonzaga) (Queluz, 4 luglio 1801 – Benfica, 22 aprile 1876) è stata una principessa portoghese.

## Biografia
Isabella Maria era figlia di Giovanni VI di Portogallo, e di sua moglie, Carlotta Gioacchina di Borbone-Spagna, figlia di Carlo IV di Spagna. Nel 1808, a soli sette anni, Isabella Maria dovette partire con il resto della famiglia reale portoghese per il Brasile, a causa della prima invasione francese del Portogallo.

## Reggenza
Quando suo fratello Pietro, principe ereditario, proclamò l'indipendenza del Brasile nel 1826, poiché l'altro fratello Michele si trovava a Vienna, sua madre la regina Carlotta Gioacchina era esiliata a Queluz e le sue sorelle maggiori, Maria Teresa di Braganza e Maria Francesca erano sposate ad Infanti spagnoli, Isabella Maria divenne Reggente del regno fino a che Pietro, recentemente incoronato imperatore del Brasile, non fosse tornato. Pietro I, tuttavia, abdicò immediatamente in favore di sua figlia (che divenne Maria II del Portogallo), che si trovava a Londra, con la condizione che sposasse suo zio Michele. Isabella Maria continuò come reggente fino al 1828, quando iniziò una guerra civile tra gli assolutisti, che sostenevano Michele, e i liberali, che sostenevano Maria II, che si sarebbe conclusa con una vittoria sconfitta liberale e il conseguente esilio di Michele.

## Morte
Isabella Maria si ritirò dalla politica e si dedicò da quel momento in poi alle pratiche religiose. Morì nubile a Benfica (allora non una zona di Lisbona ma solo una cittadina nelle vicinanze) il 22 aprile 1876, venendo sepolta nel Monastero di São Vicente de Fora.
Fu Dama di Gran Croce dell'Ordine dell'Immacolata Concezione di Vila Viçosa, Dama degli ordini di Santa Isabella, di Maria Luisa, Dama di Gran Croce dell'Ordine Imperiale di Pietro I e Dama di Gran Croce dell'Ordine della Croce Stellata.

## Ascendenza
|                                         |                     |                                     | Genitori                        |  |  | Nonni |  |  | Bisnonni                  |  |  | Trisnonni                |  |
|                                         |                     |                                     |                                 |  |  |       |  |  | Giovanni V del Portogallo |  |  | Pietro II del Portogallo |  |
|                                         |                     |                                     |                                 |  |  |       |  |  | Giovanni V del Portogallo |  |  | Pietro II del Portogallo |  |
|                                         |                     | Maria Sofia del Palatinato-Neuburg  |                                 |  |  |       |  |  | Giovanni V del Portogallo |  |  |                          |  |
| Pietro III del Portogallo               |                     |                                     |                                 |  |  |       |  |  | Giovanni V del Portogallo |  |  |                          |  |
|                                         |                     | Maria Anna d'Asburgo                | Leopoldo I d'Asburgo            |  |  |       |  |  |                           |  |  |                          |  |
|                                         |                     | Maria Anna d'Asburgo                | Leopoldo I d'Asburgo            |  |  |       |  |  |                           |  |  |                          |  |
|                                         |                     | Maria Anna d'Asburgo                | Eleonora del Palatinato-Neuburg |  |  |       |  |  |                           |  |  |                          |  |
| Giovanni VI del Portogallo              |                     | Maria Anna d'Asburgo                |                                 |  |  |       |  |  |                           |  |  |                          |  |
|                                         |                     | Giuseppe I del Portogallo           | Giovanni V del Portogallo       |  |  |       |  |  |                           |  |  |                          |  |
|                                         |                     | Giuseppe I del Portogallo           | Giovanni V del Portogallo       |  |  |       |  |  |                           |  |  |                          |  |
|                                         |                     | Giuseppe I del Portogallo           | Maria Anna d'Asburgo            |  |  |       |  |  |                           |  |  |                          |  |
| Maria I del Portogallo                  |                     | Giuseppe I del Portogallo           |                                 |  |  |       |  |  |                           |  |  |                          |  |
|                                         |                     | Marianna Vittoria di Borbone-Spagna | Filippo V di Spagna             |  |  |       |  |  |                           |  |  |                          |  |
|                                         |                     | Marianna Vittoria di Borbone-Spagna | Filippo V di Spagna             |  |  |       |  |  |                           |  |  |                          |  |
|                                         |                     | Marianna Vittoria di Borbone-Spagna | Elisabetta Farnese              |  |  |       |  |  |                           |  |  |                          |  |
| Isabella Maria, Reggente del Portogallo |                     | Marianna Vittoria di Borbone-Spagna |                                 |  |  |       |  |  |                           |  |  |                          |  |
|                                         | Carlo III di Spagna | Filippo V di Spagna                 |                                 |  |  |       |  |  |                           |  |  |                          |  |
|                                         | Carlo III di Spagna | Filippo V di Spagna                 |                                 |  |  |       |  |  |                           |  |  |                          |  |
|                                         | Carlo III di Spagna | Elisabetta Farnese                  |                                 |  |  |       |  |  |                           |  |  |                          |  |
| Carlo IV di Spagna                      | Carlo III di Spagna |                                     |                                 |  |  |       |  |  |                           |  |  |                          |  |
|                                         |                     | Maria Amalia di Sassonia            | Augusto III di Polonia          |  |  |       |  |  |                           |  |  |                          |  |
|                                         |                     | Maria Amalia di Sassonia            | Augusto III di Polonia          |  |  |       |  |  |                           |  |  |                          |  |
|                                         |                     | Maria Amalia di Sassonia            | Maria Giuseppa d'Austria        |  |  |       |  |  |                           |  |  |                          |  |
| Carlotta Gioacchina di Borbone-Spagna   |                     | Maria Amalia di Sassonia            |                                 |  |  |       |  |  |                           |  |  |                          |  |
|                                         |                     | Filippo I di Parma                  | Filippo V di Spagna             |  |  |       |  |  |                           |  |  |                          |  |
|                                         |                     | Filippo I di Parma                  | Filippo V di Spagna             |  |  |       |  |  |                           |  |  |                          |  |
|                                         |                     | Filippo I di Parma                  | Elisabetta Farnese              |  |  |       |  |  |                           |  |  |                          |  |
| Maria Luisa di Borbone-Parma            |                     | Filippo I di Parma                  |                                 |  |  |       |  |  |                           |  |  |                          |  |
|                                         |                     | Luisa Elisabetta di Borbone-Francia | Luigi XV di Francia             |  |  |       |  |  |                           |  |  |                          |  |
|                                         |                     | Luisa Elisabetta di Borbone-Francia | Luigi XV di Francia             |  |  |       |  |  |                           |  |  |                          |  |
|                                         |                     | Luisa Elisabetta di Borbone-Francia | Maria Leszczyńska               |  |  |       |  |  |                           |  |  |                          |  |
|                                         |                     | Luisa Elisabetta di Borbone-Francia |                                 |  |  |       |  |  |                           |  |  |                          |  |